# Теспид
Теспид је хеленски књижевник и први познати писац трагедија, због чега се сматра „оцем трагедије“. Он је уједно и први забележени глумац у историји позоришта. Није сачувано ниједно његово целовито дело, али је преостало неколико фрагмената.

## Живот
О Теспидовом животу нема много података. Живео је у 6. веку п. н. е. Први пут је једна његова трагедија приказана 534. п. н. е. за време Градских Дионисија у Атини. Пореклом је из атичког села Икарије, а отац му се звао Темон.

## Значај
Теспид је први према хору поставио једног глумца који са хором говори и подстиче га на певање или са хоровођом води дијалог. За говор тог глумца употребљен је облик јампске песме (трохејски тетраметар и јампски триметар). Исти глумац, ако би се радња проширила, могао је приказивати и друга лица. Слично осталим најстаријим трагичарима и Теспид на себе преузима двоструку улогу - он је уједно и писац и глумац.

## Аутентичност и карактер Теспидовог дела
Малобројни подаци о Теспидовом животу и малобројни сачувани одломци стварали су сумњу у аутентичност Теспидовог дела већ у античко доба. Суида спомиње натписе четири његове трагедије. Међутим, Диоген Лаерћанин, позивајући се на сведочење неког музичара, каже да је Хераклид Понтски писао трагедије и издавао их под Теспидовим именом.
О Теспиду говори Плутарх да је он са својом дружином давао представе много пре него што је држава прихватила трагедије и пре него што је уведено надметање за најбољу трагедију тј. тетралогију (три трагедије и једна сатирска драма).
На основу сачуваних одломака Милош Н. Ђурић сматра да Теспидово дело није права трагедија, јер је носила јак „сатирски“ карактер. Тек са Есхилом трагедија је добила свој природни облик и усталила се, а Теспид представља прелаз од сатирског дитирамба ка класичној хеленској трагедији.